# Schrei
Schrei är ett musikalbum av den tyska gruppen Tokio Hotel. Albumet släpptes den 19 september, 2005.

## Låtlista
1. Schrei (Scream)
2. Durch den Monsun (Monsoon)
3. Leb die Sekunde (Live every Second)
4. Rette Mich (Rescue Me)
5. Freunde Bleiben (Stay Friends)
6. Ich Bin Nich' Ich (I Am Not Me)
7. Wenn Nichts Mehr Geht (When Nothing Works Anymore)
8. Lass Uns Hier Raus (Let Us Out Of Here)
9. Gegen Meinen Willen (Against My Will)
10. Jung Und Nicht Mehr Jugendfrei (Young And No Longer G-rated)
11. Der Letzte Tag (Final Day)
12. Unendlichkeit (Infinity)

## Utökat album
Schrei - so laut du kannst är en utökad utgåva av albumet Schrei från 2006. Här tillkom tre låtar till:
1. Beichte (Confession)
2. Schwarz - "Black"
3. Thema nr.1 (Topic nr. 1)